# Bachman–Turner Overdrive
Bachman–Turner Overdrive (zkráceně BTO) je kanadská rocková skupina z Winnipegu, kterou založili Randy Bachman a Fred Turner. V 70. letech se pět jejich alb dostalo do Top 40 a šest singlů do US Top 40 (jedenáct v Kanadě). BTO má v USA pět alb se zlatou certifikací a jedno platinové album; v Kanadě mají šest platinových alb a jedno zlaté album. Po celém světě prodali téměř 30 milionů alb a její fanoušci jsou známí jako „gearheads“ (odvozeno od loga ve tvaru ozubeného kola). Mnoho z jejich skladeb, například „Let It Ride“, „You Ain't Seen Nothing Yet“, „Takin 'Care of Business“, „Hey You“ a „Roll on Down the Highway“, se stále hraje na klasických rockových stanicích.
Původní sestavu tvořili Randy Bachman (sólová kytara, hlavní zpěv), Fred Turner (baskytara, hlavní zpěv), Tim Bachman (kytara, zpěv) a Robbie Bachman (bicí). V této sestavě vydali v roce 1973 dvě alba. V druhé a komerčně nejúspěšnější sestavě hrál Blair Thornton (sólová kytara) místo Tima Bachmana. Tato sestava mezi lety 1974 a 1977 vydala čtyři alba, včetně dvou, která dosáhla Top 5 v U.S. pop charts, stejně jako jejich jediný americký singl, který dosáhl prvního místa („You Ain't Seen Nothing Yet“). Následné sestavy se těšily jen mírnému úspěchu.
V roce 2005 kapela ohlásila pauzu a poté se Randy Bachman a Fred Turner v roce 2009 sešli na turné a při spolupráci na novém albu. V roce 2010 hráli zkrácené vystoupení na turnaji Grey Cup v Edmontonu. Oba přestali koncertovat po Turnerově odchodu do důchodu v březnu 2018.
29. března 2014 se klasická sestava alba Not Fragile sešla poprvé od roku 1991 u příležitosti uvedení skupiny Bachman–Turner Overdrive do kanadské hudební síně slávy a podílela se na provedení tribute verze skladby „Takin 'Care of Business“. 12. ledna 2023 zemřel ve věku 69 let bubeník a spoluzakladatel Robbie Bachman, a o tři měsíce později, 28. dubna 2023, také jeho bratr a rytmický kytarista Tim Bachman ve věku 71 let.
29. června 2023 oznámil Randy Bachman prostřednictvím nových oficiálních webových stránek skupiny Bachman–Turner Overdrive, že BTO se vrací na turné. Tato nová sestava BTO je vedena Randym Bachmanem, přičemž Fred Turner se účastní vybraných koncertů. Zbytek kapely tvoří Randyho syn Tal Bachman a hudebníci z Randyho sólové doprovodné kapely, kteří zároveň tvořili doprovodné těleso projektu Bachman & Turner.

## Diskografie
Studiová alba
| Rok  | Název                              | U.S.     | Chart Number |
| ---- | ---------------------------------- | -------- | ------------ |
| 1973 | Bachman–Turner Overdrive           | Gold     | 70           |
| 1973 | Bachman–Turner Overdrive II        | Platinum | 4            |
| 1974 | Not Fragile                        | Platinum | 1            |
| 1975 | Four Wheel Drive                   | Gold     | 5            |
| 1975 | Head On                            | Gold     | 21           |
| 1977 | Freeways                           | Gold     | 70           |
| 1978 | Street Action                      | –        | 135          |
| 1979 | Rock n' Roll Nights                | –        | 165          |
| 1984 | Bachman–Turner Overdrive           | –        | 87           |
| 1996 | Trial by Fire: Greatest and Latest | –        | –            |
| 2010 | Bachman & Turner                   | –        | –            |

Živá alba
| Rok  | Název                                              | U.S. | Chart Number |
| ---- | -------------------------------------------------- | ---- | ------------ |
| 1977 | BTO Live – Japan Tour                              | –    | –            |
| 1986 | Live Live Live                                     | –    | –            |
| 1994 | Best of Bachman–Turner Overdrive Live              | –    | –            |
| 1997 | Motorcity Detroit USA Live                         | –    | –            |
| 1998 | King Biscuit Flower Hour: Bachman–Turner Overdrive | –    | –            |

Kompilace
| Rok  | Název                                                                                 | U.S.        | Chart Number |
| ---- | ------------------------------------------------------------------------------------- | ----------- | ------------ |
| 1976 | Best of BTO (So Far)                                                                  | 2× Platinum | –            |
| 1983 | You Ain't Seen Nothing Yet                                                            | –           | –            |
| 1986 | BTO's Greatest                                                                        | Gold        | –            |
| 1993 | The Anthology                                                                         | –           | –            |
| 1998 | Takin' Care of Business                                                               | –           | –            |
| 2000 | 20th Century Masters: The Millennium Collection: The Best of Bachman–Turner Overdrive | Gold        | –            |
| 2001 | The Very Best of Bachman–Turner Overdrive                                             | –           | –            |
| 2005 | Bachman–Turner Overdrive Gold                                                         | –           | –            |